# Leah O'Brien
Leah Marie O'Brien-Amico (Garden Grove, Californië, 9 september 1974) is een Amerikaans softbalster en Olympisch kampioene. Ze won met haar softbalteam een gouden medaille op de Olympische Zomerspelen in 1996, 2000 en 2004. Ze speelde collegiaal softbal op de Universiteit van Arizona.

## Erelijst
- 2004 Gouden medaille op de Olympische Zomerspelen
- 2003 Gouden medaille op de Pan-Amerikaanse Spelen
- 2002 Gouden medaille op het wereldkampioenschap softbal
- 2000 Gouden medaille op de Olympische Zomerspelen
- 1999 Gouden medaille op de Pan-Amerikaanse Spelen
- 1998 Gouden medaille op het wereldkampioenschap softbal
- 1997 NCAA Sportvrouw van het jaar van de staat Arizona
- 1996 Gouden medaille op de Olympische Zomerspelen
- 1993, 1994, 1997 College World Series titel
- Drie keer NFCA First-team All American
- Drie keer Academic All American
- Drie keer First-team All-Pacific Region
- Vier keer All Pac-10
- Drie keer ASA All American

| Logo van de Olympische Spelen | Goud | Zilver | Brons | Logo van de Olympische Spelen |
|                               | 3    | 0      | 0     |                               |